# Christopher Langan
Christopher Michael Langan, född 1952, är en amerikansk hästuppfödare och krogvakt, som är känd för att göra bra ifrån sig på intelligenstest där hans IQ uppskattats ligga mellan 195 och 210. I USA tillhör han en av de som fått det högsta resultaten på IQ-test. År 1999 fick han medial uppmärksamhet för detta, samtidigt som han arbetade som utkastare på Long Island. Langan har skrivit en bok som heter Cognitive-Theoretic Model of the Universe (Kognitiv-teoretisk modell av universum), i vilken han beskriver "teorin om sambandet mellan sinnet och verkligheten."

## Biografi
Langan föddes i San Francisco och tillbringade största delen av sitt tidiga liv i delstaten Montana. Hans mor var dotter till en rik sjöman men blev avskärmad från sin familj och hans pappa dog eller försvann när han föddes. Han började prata vid sex månaders ålder, lärde sig själv att läsa innan han blev fyra och låg hela tiden före i skolarbetet. Han växte dock upp fattigt och det sägs att han blev misshandlad av sin styvfar från sex till fjorton års ålder. I sin tidiga ungdom hade Langan börjat styrketräna, satte stopp för misshandeln och kastade ut sin styvfar från huset och uppmanade honom till att aldrig återvända.
Langan berättar att han tillbringade sina sista gymnasieår mestadels genom att studera på egen hand, då han lärde sig "avancerad matematik, fysik, filosofi, latin, grekiska och allt sådant." Efter att ha fått ett utmärkt resultat på SAT  kom han in på högskola (Reed College och senare Montana State University), men fick problem med ekonomin och resorna. Han trodde också att han kunde lära sina lärare mer än vad de kunde lära honom, och hoppade därför av.
Han levde på en rad olika småjobb och hade vid 40-årsåldern arbetat som byggarbetare, "cowboy", brandman, bonde, och i över tjugo år som utkastare på en bar i Long Island. Han förklarar hur han utvecklade ett slags "dubbellivs-strategi", där han å ena sidan var en helt vanlig kille som skötte sitt jobb, och å andra en som utför ekvationer i huvudet och skriver på sin bok.
År 1999 uppmärksammades han, när en veckotidning publicerade en profil av Langan och andra medlemmar i en förening för människor med hög IQ. Utpekad som "den smartaste mannen i Amerika" väckte artikelns bedömning av den kroppsbyggande utkastaren, och hans så kallade CTMU "Theory of Everything", medias intresse. Neuropsykologen Dr. Robert Novelly som mätte Langans IQ till över 200, rapporterade att hans resultat passerade testets maxresultat och att hans IQ var "för hög för att mätas." Novelly förklarade hur förbluffad han blev och sade: "Chris är personen som fått det högsta resultat jag någonsin sett under de 25 åren då jag ägnat mig åt detta."
Artiklar och intervjuer publicerades i ett flertal magasin som "Popular Science", "The Times", "Newsday" och "Muscle and Fitness" (som rapporterade att han kunde lyfta 250 kg i bänkpress). Langan intervjuades i BBC Radio, på "Errol Morris's First Person" och deltog i en onlinechat på ABCNEWS.com. Han har skrivit frågor och svar till "New York Newsday", "The Improper Hamtonian" och "Men's Fitness".
År 2004 flyttade Langan med sin fru Gina LoSasso, som är neuropsykolog, till norra Missouri där han driver och äger en bondgård.

## Idéer, insatser och publiceringar
I slutet av 90-talet inkluderade Langans medieexponering några diskussioner kring hans "Kognitiv-teoretisk modell av universum" (ofta förkortad av Langan som "CTMU"). År 2001 rapporterade "Popular Science" att han höll på att skriva en bok om sitt arbete som han kallade "Design For a Universe". Langan har sagt: "Du kan aldrig beskriva universum helt och hållet med trovärdighet om du inte är villig att erkänna att det är både fysiskt och psykiskt rent naturligt", och att hans CTMU "förklarar förhållandet mellan psyket och verkligheten, alltså att kognition och universum är av samma uttryck." Han kallar sitt förslag för "en sann 'Teori om allting', en blandning mellan John Archibald Wheelers 'Participatory Universe' och Steven Hawkings så kallade 'Imaginary Time' kosmologiska teori." I samband med sina idéer har Langan påstått att man kan "bevisa Guds existens, själen och livet efter döden med hjälp av matematik."
Langan är medlem av den så kallade "International Society for Complexity, Information and Design" (ISCID), en professionell förening som upphöjer intelligent design, och har publicerat en artikel om sin CTMU-teori i föreningens veckotidning "Progress in Complexity, Information and Design" år 2002. Senare samma år höll han en föreläsning om sin CTMU-teori på ISCID:s forsknings- och framgångskonferens. År 2004 bidrog Langan till ett kapitel i "Uncommon Dissent", en samling av uppsatser och arbeten som ifrågasätter evolutionsteorin, utgiven av ISCID:s företagsgrundare och förespråkare för intelligent design; William Dembski.
Vid tillfrågande om sina åsikter angående kreationism, svarade Langan:
"Jag tror på evolutionsteorin, men jag tror även på skapelseteorins sanning. Med andra ord så tror jag att evolutionen, inklusive principen om naturligt urval, är ett av redskapen Gud använde för att skapa mänskligheten. Därför är mänskligheten deltagande i skapelsen av Universum själv, så vi har en stängd ögla. Jag tror att det finns en nivå där vetenskap och religiösa metaforer är överensstämmande."
Langan har sagt att han inte tillhör någon särskild religiös beteckning, och har förklarat att han "har inte råd att låta (sina) logiska infallsvinklar bli förutbestämda av religiös dogma". Han kallar sig själv för "en som respekterar alla religioner hos alla folkslag."